# دهستان یافت
دهستان یافت نام دهستانی در بخش مرادلو شهرستان مشگین‌شهر، استان اردبیل در ایران است. براساس سرشماری مرکز آمار ایران در سال ۱۳۸۵، جمعیت آن ۳۴۹۳ نفر (۷۳۷ خانوار) بوده‌است.